# Nuestra Señora de las Aguas
Nuestra Señora de las Aguas, o la Virgen de las Aguas, es una escultura y advocación mariana llegada al monasterio de Nuestra Señora de los Huertos en Segovia.

## Historia
Desde el siglo XII, en la ribera norte del río Eresma, a su paso Segovia, se había fundado un monasterio de monjes premonstratenses. Este monasterio de Nuestra Señora de los Huertos era víctima de distintas crecidas del río Eresma, en ocasiones lo inundaban.
La leyenda recoge que la imagen apareció traída por una de estas crecidas en una caja guarnecida de plata y de mucho peso. Este hecho fue considerado un milagro y la imagen pasó a vendarse en la iglesia de este monasterio.
La virgen seguiría a los monjes en las siguientes dos ubicaciones que tuvo el monasterio, ya en el siglo XVII y por razón de las crecidas del Eresma. Una primera cercana a la iglesia de Santa Eulalia, y posteriormente la que lo situó en las cercanías de la iglesia de San Facundo.
En el siglo XVIII la imagen llegó a contar con una cofradía propia, y se detenía gran devoción. En esta época se realiza un templete de sicario para albergar la imagen, un estilo barroco. La imagen fue custodiada y ocultada en el oratorio de la marquesa consorte de Lozoya, doña Juana Escobar . Tras la vuelta al trono de Fernando VII, la escultura sería reinstituida al monasterio. 
1835 los monjes abandonaron el convento como consecuencia de la desamortización y la virgen pasó a custodiarse en la iglesia de la santísima Trinidad. Posteriormente se trasladó a casa de Carlos de Lecea, en donde se conservó hasta antes de 1928 en que fue entregada al obispo de Segovia.
En la actualidad, la imagen se guarda en el palacio episcopal de Segovia. Sufrió una restauración en 1940.

## Descripción
La escultura corresponde a otros modelos góticos en marfil de la virgen con el niño. Se encuentra coronada por una corona de plata y un limbo de rayos del mismo material.
El bulto de la escultura tiene un tamaño de ocho con 5 cm de altura por cuatro con 5 cm de anchura. Teniendo en cuenta la corona y el nimbo el tamaño es de 15 cm de altura por 10 cm de anchura.

## Iconografía
La escultura se encuentra representada en un grabado del siglo XVIII, de tosca factura por encargo de unos devotos.

### Individuales
1. ↑  Rodríguez y Fernández, Ildefonso (1929). Compendio historico de Segovia: recuerdo monumental de esta ciudad. Imp. de C. Martín. p. 297. Consultado el 8 de febrero de 2024.